# TLC-Speicherzelle

Die verschiedenen Speicherzellen im Vergleich

TLC-Speicherzellen (TLC kurz für englisch triple-level cell) sind Speicherzellen der Bauart NAND-Flash, die 3 Bits (im Englischen in diesem Zusammenhang als level bezeichnet) pro Speicherzelle speichern können.
TLC-Speicherzellen gehören streng genommen zur Gruppe der MLC-Speicherzellen (MLC kurz für multi-level cell, mehr als 1 Bit pro Zelle). In den meisten Publikationen, in denen die neuen TLC-Speicher mit SLC- und vorhandenem MLC-Speicher verglichen werden, wird jedoch die MLC-Speicherzelle grundsätzlich als 2-Bit-Speicherzelle (auch 2-Bit-MLC-Speicherzelle genannt) angenommen.
Das Speichern von mehr als zwei Zuständen in der Zelle wird erreicht, indem beim Schreiben und Auslesen des Floating-Gate-Transistors 8 (statt nur 2 oder 4) verschiedene Ladungsniveaus des Floating-Gates unterschieden werden. Dadurch ist es möglich, mehr Daten auf die gleiche Anzahl von Speicherzellen unterzubringen, wodurch TLC-Chips im Vergleich zu SLC- und 2-Bit-MLC-Chips mit weniger Siliziumfläche oder höherer Kapazität gebaut werden kann. Allerdings wird das exakte Aufbringen und zuverlässige (analoge) Auslesen der Ladung sowie das Testen aufwändiger.
Mit zunehmender Bit-Dichte auf Speicherzellen erhöht sich jedoch gleichzeitig die Gefahr des Ausfalls einer Zelle aufgrund steigender Bitfehlerrate (engl. bit error rate, BER). Zudem sind Verfahren wie die Fehlerkorrektur erheblich schwieriger umzusetzen als bei SLC- oder 2-Bit-MLC-Speicherzellen.
Dadurch ist die Lebensdauer von TLC-Speicherzellen im Vergleich zu SLC- und 2-Bit-MLC-Zellen deutlich geringer.